# Adelaide av Anjou
Adelaide av Anjou, född 940, död 1026, var regent i Provence 994–999. Hon var genom sina fem äktenskap grevinna av Gevaudan, grevinna av Toulouse, drottning av Frankrike, grevinna av Provence och grevinna av Burgund och drottning av Akvitanien. Hon var gift första gången med greve Stefan av Gévaudan; andra gången med greve Raimond III av Toulouse; tredje gången med kung Ludvig V av Frankrike och Akvitanien; fjärde gången med greve Guillaume I av Provence; och femte och sista gången med greve Otto Vilhelm av Burgund. Adelaide var regent i Provence under sin före detta styvsons minderårighet från 994 till 999.

## Biografi
Adelaide var dotter till greve Fulko III av Anjou och Gerberge. Hon gifte sig 955 med Stefan av Gévaudan: efter dennes död cirka 960 var hon regent i Gevaudan och Forez för sönerna Vihelm, Pons och Bertrand. År 975 ledde hon i egenskap av regent en armé för att hjälpa sin bror grevebiskop Guido II av le Puy att pacificera hans stift. År 982 gifte hon sig med Ludvig V av Frankrike: paret kröntes till kung och drottning av Akvitanien av hennes bror grevebiskopen i Brioude. Hon var över tjugofem år äldre än sin man och befann sig i en farlig situation med sin svärfar kung Lothair. Hon räddades av Guillaume I av Provence som hon gifte sig med 984. År 993 blev Guillaume munk och året därpå dog han. Adelaide blev då regent i Provence under sin styvsons minderårighet.